# Onze-Lieve-Vrouw-Geboortekerk (Desteldonk)

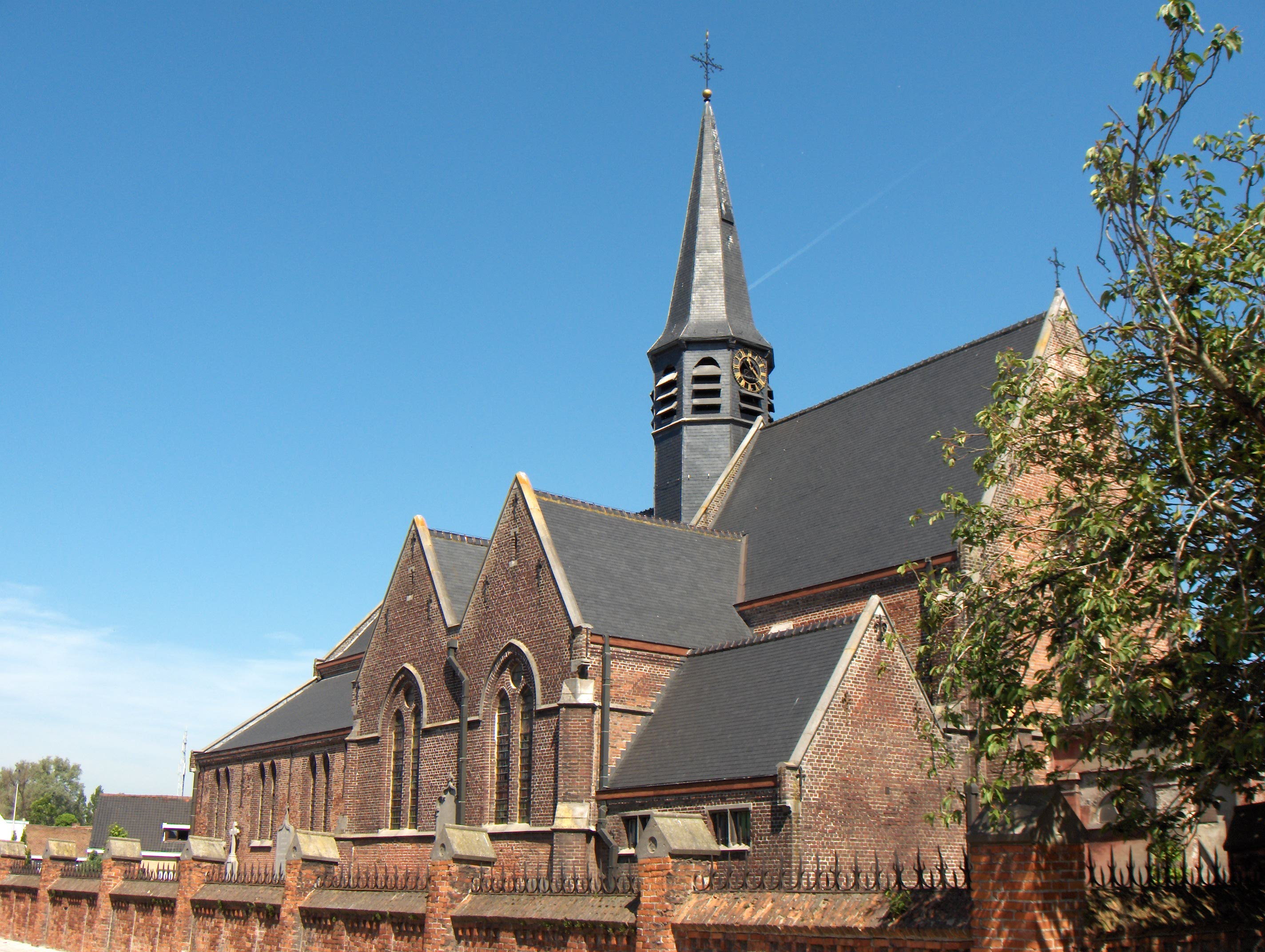
De Onze-Lieve-Vrouw-Geboortekerk

De Onze-Lieve-Vrouw-Geboortekerk is een kerkgebouw in de deelgemeente Desteldonk van de Belgische stad Gent. De kerk is toegewijd aan Onze-Lieve-Vrouw.

## Architectuur en bouwgeschiedenis
Deze gotische kerk heeft een 14e-eeuwse kern. Het gebouw was naar het oosten gericht met één beuk van vier traveeën. Heropbouw van het priesterkoor gebeurde in 1541. Ook hier hielden beeldenstormers huis waardoor herstelling nodig was van 1582 tot 1592. In 1597 voegde men zijbeuken, het transept en waarschijnlijk ook de beide zijkapellen aan de dwarsbeuk toe.
De kerk werd in de 17e en 19e eeuw ingrijpend verbouwd. In de 17e eeuw waren ze het gevolg van herhaaldelijke plunderingen en brand. Ook na de Tweede Wereldoorlog moesten herstellingen uitgevoerd, ditmaal onder leiding van architect Adrien Bressers.
De huidige kerk vertoont een neogotische aanblik, met drie beuken, en pseudo-basilicaal opgevat. Het transept is uitspringend en verder zijn er zijkapellen aan de westzijde. Het priesterkoor gaat hogerop dan het schip van de kerk.

## Interieur
Prominent aanwezig is het schilderij "Het Laatste Avondmaal" toegeschreven aan Jacob Jordaens. Verder is er het geschilderd 18de-eeuws houten hoogaltaar, en een marmeren doopvont met koperen deksel uit de 18e eeuw.